# Vòng loại Bóng rổ tại Thế vận hội Mùa hè 2024 – Giải đấu Nam (Valencia)
Giải đấu vòng loại môn bóng rổ nam tại Thế vận hội Mùa hè 2024 tại Valencia là một trong 4 giải đấu vòng loại môn bóng rổ nam tại Thế vận hội Mùa hè 2024. Giải đấu được tổ chức tại Valencia, Tây Ban Nha từ ngày 2 đến ngày 7 tháng 7 năm 2024. 6 đội tuyển tham dự giải đấu được chia làm 2 bảng, mỗi bảng 3 đội để chọn ra 2 đội đứng đầu mỗi bảng giành vé vào bán kết. Đội vô địch sẽ giành quyền tham dự Thế vận hội Mùa hè 2024 được tổ chức tại Pháp.

## Các đội tuyển
| Đội tuyển   | Tư cách tham dự                                       | Ngày vượt qua vòng loại | Xếp hạng |
| ----------- | ----------------------------------------------------- | ----------------------- | -------- |
| Tây Ban Nha | 1 trong 16 đội có thành tích tốt nhất                 | 10 tháng 9 năm 2023     | 2        |
| Ba Lan      | Vô địch vòng sơ loại khu vực châu Âu (vòng sơ loại 1) | 20 tháng 8 năm 2023     | 15       |
| Phần Lan    | 1 trong 16 đội có thành tích tốt nhất                 | 10 tháng 9 năm 2023     | 20       |
| Liban       | 1 trong 16 đội có thành tích tốt nhất                 | 10 tháng 9 năm 2023     | 28       |
| Angola      | 1 trong 16 đội có thành tích tốt nhất                 | 10 tháng 9 năm 2023     | 34       |
| Bahamas     | Vô địch vòng sơ loại khu vực châu Mỹ                  | 20 tháng 8 năm 2023     | 57       |

## Địa điểm thi đấu
| Valencia                                 | ValenciaVòng loại Bóng rổ tại Thế vận hội Mùa hè 2024 – Giải đấu Nam (Valencia) (Tây Ban Nha) |
| Nhà thi đấu Thành phố Font de Sant Lluís | ValenciaVòng loại Bóng rổ tại Thế vận hội Mùa hè 2024 – Giải đấu Nam (Valencia) (Tây Ban Nha) |
|                                          | ValenciaVòng loại Bóng rổ tại Thế vận hội Mùa hè 2024 – Giải đấu Nam (Valencia) (Tây Ban Nha) |
| Sức chứa: 9,000                          | ValenciaVòng loại Bóng rổ tại Thế vận hội Mùa hè 2024 – Giải đấu Nam (Valencia) (Tây Ban Nha) |

## Giai đoạn vòng bảng
Tất cả các trận đấu diễn ra theo giờ địa phương (UTC+2).

### Bảng A
| VT | Đội             | ST | T | B | ĐT  | ĐB  | HS  | Đ | Giành quyền tham dự |
| -- | --------------- | -- | - | - | --- | --- | --- | - | ------------------- |
| 1  | Tây Ban Nha (H) | 2  | 2 | 0 | 193 | 140 | +53 | 4 | Bán kết             |
| 2  | Liban           | 2  | 1 | 1 | 133 | 174 | −41 | 3 | Bán kết             |
| 3  | Angola          | 2  | 0 | 2 | 151 | 163 | −12 | 2 |                     |

| 2 tháng 7 năm 2024 20:30 | Chi tiết | Liban                                                           | 59–104 | Tây Ban Nha                                                   |  | Nhà thi đấu Thành phố Font de Sant Lluís, Valencia Số khán giả: 4,153 Trọng tài: Mārtiņš Kozlovskis (Latvia), Johnny Batista (Puerto Rico), Blanca Burns (Hoa Kỳ) |
| 2 tháng 7 năm 2024 20:30 | Chi tiết | Điểm mỗi set: 18–24, 13–27, 13–27, 15–26                        |        |                                                               |  | Nhà thi đấu Thành phố Font de Sant Lluís, Valencia Số khán giả: 4,153 Trọng tài: Mārtiņš Kozlovskis (Latvia), Johnny Batista (Puerto Rico), Blanca Burns (Hoa Kỳ) |
| 2 tháng 7 năm 2024 20:30 | Chi tiết | Điểm: Khayat 20 Chụp bóng bật bảng: Khayat 6 Hỗ trợ: Spellman 4 |        | Điểm: Aldama 17 Chụp bóng bật bảng: Aldama 9 Hỗ trợ: Brrown 9 |  | Nhà thi đấu Thành phố Font de Sant Lluís, Valencia Số khán giả: 4,153 Trọng tài: Mārtiņš Kozlovskis (Latvia), Johnny Batista (Puerto Rico), Blanca Burns (Hoa Kỳ) |

| 3 tháng 7 năm 2024 20:30 | Chi tiết | Tây Ban Nha                                                            | 89–81 | Angola                                                             |  | Nhà thi đấu Thành phố Font de Sant Lluís, Valencia Số khán giả: 4,581 Trọng tài: Jorge Vázquez (Puerto Rico), Johnny Batista (Puerto Rico), Yevgeniy Mikheyev (Kazakhstan) |
| 3 tháng 7 năm 2024 20:30 | Chi tiết | Điểm mỗi set: 22–17, 24–26, 22–16, 21–22                               |       |                                                                    |  | Nhà thi đấu Thành phố Font de Sant Lluís, Valencia Số khán giả: 4,581 Trọng tài: Jorge Vázquez (Puerto Rico), Johnny Batista (Puerto Rico), Yevgeniy Mikheyev (Kazakhstan) |
| 3 tháng 7 năm 2024 20:30 | Chi tiết | Điểm: Aldama 24 Chụp bóng bật bảng: W. Hernangómez 10 Hỗ trợ: Brown 11 |       | Điểm: Bango 15 Chụp bóng bật bảng: Fernando 12 Hỗ trợ: Gonçalves 5 |  | Nhà thi đấu Thành phố Font de Sant Lluís, Valencia Số khán giả: 4,581 Trọng tài: Jorge Vázquez (Puerto Rico), Johnny Batista (Puerto Rico), Yevgeniy Mikheyev (Kazakhstan) |

| 4 tháng 7 năm 2024 17:30 | Chi tiết | Angola                                                             | 70–74 | Liban                                                                  |  | Nhà thi đấu Thành phố Font de Sant Lluís, Valencia Số khán giả: 805 Trọng tài: Mārtiņš Kozlovskis (Latvia), Juan Fernández (Argentina), Boris Krejić (Slovenia) |
| 4 tháng 7 năm 2024 17:30 | Chi tiết | Điểm mỗi set: 13–19, 11–16, 21–9, 25–30                            |       |                                                                        |  | Nhà thi đấu Thành phố Font de Sant Lluís, Valencia Số khán giả: 805 Trọng tài: Mārtiņš Kozlovskis (Latvia), Juan Fernández (Argentina), Boris Krejić (Slovenia) |
| 4 tháng 7 năm 2024 17:30 | Chi tiết | Điểm: Gonçalves 13 Chụp bóng bật bảng: Bango 12 Hỗ trợ: Fernando 4 |       | Điểm: Spellman 22 Chụp bóng bật bảng: Spellman 13 Hỗ trợ: El Darwich 6 |  | Nhà thi đấu Thành phố Font de Sant Lluís, Valencia Số khán giả: 805 Trọng tài: Mārtiņš Kozlovskis (Latvia), Juan Fernández (Argentina), Boris Krejić (Slovenia) |

### Bảng B
| VT | Đội      | ST | T | B | ĐT  | ĐB  | HS  | Đ | Giành quyền tham dự |
| -- | -------- | -- | - | - | --- | --- | --- | - | ------------------- |
| 1  | Bahamas  | 2  | 2 | 0 | 186 | 166 | +20 | 4 | Bán kết             |
| 2  | Phần Lan | 2  | 1 | 1 | 174 | 184 | −10 | 3 | Bán kết             |
| 3  | Ba Lan   | 2  | 0 | 2 | 169 | 179 | −10 | 2 |                     |

| 2 tháng 7 năm 2024 17:30 | Chi tiết | Phần Lan                                                                    | 85–96 | Bahamas                                                     |  | Nhà thi đấu Thành phố Font de Sant Lluís, Valencia Số khán giả: 2,731 Trọng tài: Jorge Vázquez (Puerto Rico), Boris Krejić (Slovenia), Martin Vulić (Croatia) |
| 2 tháng 7 năm 2024 17:30 | Chi tiết | Điểm mỗi set: 26–27, 28–20, 13–26, 18–23                                    |       |                                                             |  | Nhà thi đấu Thành phố Font de Sant Lluís, Valencia Số khán giả: 2,731 Trọng tài: Jorge Vázquez (Puerto Rico), Boris Krejić (Slovenia), Martin Vulić (Croatia) |
| 2 tháng 7 năm 2024 17:30 | Chi tiết | Điểm: Jantunen, Maxhuni 20 Chụp bóng bật bảng: Jantunen 8 Hỗ trợ: Maxhuni 6 |       | Điểm: Hield 24 Chụp bóng bật bảng: Ayton 9 Hỗ trợ: Gordon 4 |  | Nhà thi đấu Thành phố Font de Sant Lluís, Valencia Số khán giả: 2,731 Trọng tài: Jorge Vázquez (Puerto Rico), Boris Krejić (Slovenia), Martin Vulić (Croatia) |

| 3 tháng 7 năm 2024 17:30 | Chi tiết | Bahamas                                                         | 90–81 | Ba Lan                                                                          |  | Nhà thi đấu Thành phố Font de Sant Lluís, Valencia Số khán giả: 2,574 Trọng tài: Mārtiņš Kozlovskis (Latvia), Juan Fernández (Argentina), Blanca Burns (Hoa Kỳ) |
| 3 tháng 7 năm 2024 17:30 | Chi tiết | Điểm mỗi set: 30–20, 20–18, 23–21, 17–22                        |       |                                                                                 |  | Nhà thi đấu Thành phố Font de Sant Lluís, Valencia Số khán giả: 2,574 Trọng tài: Mārtiņš Kozlovskis (Latvia), Juan Fernández (Argentina), Blanca Burns (Hoa Kỳ) |
| 3 tháng 7 năm 2024 17:30 | Chi tiết | Điểm: Edgecombe 21 Chụp bóng bật bảng: Ayton 9 Hỗ trợ: Hield 10 |       | Điểm: Balcerowski 22 Chụp bóng bật bảng: Sochan 10 Hỗ trợ: Ponitka, Slaughter 4 |  | Nhà thi đấu Thành phố Font de Sant Lluís, Valencia Số khán giả: 2,574 Trọng tài: Mārtiņš Kozlovskis (Latvia), Juan Fernández (Argentina), Blanca Burns (Hoa Kỳ) |

| 4 tháng 7 năm 2024 20:30 | Chi tiết | Ba Lan                                                            | 88–89 | Phần Lan                                                                  |  | Nhà thi đấu Thành phố Font de Sant Lluís, Valencia Số khán giả: 2,470 Trọng tài: Jorge Vázquez (Puerto Rico), Johnny Batista (Puerto Rico), Martin Vulić (Croatia) |
| 4 tháng 7 năm 2024 20:30 | Chi tiết | Điểm mỗi set: 24–24, 23–14, 24–22, 17–29                          |       |                                                                           |  | Nhà thi đấu Thành phố Font de Sant Lluís, Valencia Số khán giả: 2,470 Trọng tài: Jorge Vázquez (Puerto Rico), Johnny Batista (Puerto Rico), Martin Vulić (Croatia) |
| 4 tháng 7 năm 2024 20:30 | Chi tiết | Điểm: Slaughter 21 Chụp bóng bật bảng: Sochan 8 Hỗ trợ: Pontika 7 |       | Điểm: Jantunen 20 Chụp bóng bật bảng: Nkamhoua 6 Hỗ trợ: Maxhuni, Salin 6 |  | Nhà thi đấu Thành phố Font de Sant Lluís, Valencia Số khán giả: 2,470 Trọng tài: Jorge Vázquez (Puerto Rico), Johnny Batista (Puerto Rico), Martin Vulić (Croatia) |

## Vòng cuối cùng
|  | Bán kết     | Bán kết |             |    | Chung kết | Chung kết |
|  |             |         |             |    |           |           |
|  | 6 tháng 7   |         |             |    |           |           |
|  |             |         |             |    |           |           |
|  | Phần Lan    | 74      |             |    |           |           |
|  | Phần Lan    | 74      | 7 tháng 7   |    |           |           |
|  | Tây Ban Nha | 81      |             |    |           |           |
|  | Tây Ban Nha | 81      | Tây Ban Nha | 86 |           |           |
|  | 6 tháng 7   |         | Tây Ban Nha | 86 |           |           |
|  |             | Bahamas | 78          |    |           |           |
|  | Bahamas     | Bahamas | 78          | 89 |           |           |
|  | Bahamas     |         |             | 89 |           |           |
|  | Liban       | 72      |             |    |           |           |
|  | Liban       | 72      |             |    |           |           |

### Bán kết
| 6 tháng 7 năm 2024 15:30 | Chi tiết | Bahamas                                                      | 89–72 | Liban                                                               |  | Nhà thi đấu Thành phố Font de Sant Lluís, Valencia, Valencia Số khán giả: 2,199 Trọng tài: Jorge Vázquez (Puerto Rico), Juan Fernández (Argentina), Boris Krejić (Slovenia) |
| 6 tháng 7 năm 2024 15:30 | Chi tiết | Điểm mỗi set: 31–16, 19–20, 13–18, 26–18                     |       |                                                                     |  | Nhà thi đấu Thành phố Font de Sant Lluís, Valencia, Valencia Số khán giả: 2,199 Trọng tài: Jorge Vázquez (Puerto Rico), Juan Fernández (Argentina), Boris Krejić (Slovenia) |
| 6 tháng 7 năm 2024 15:30 | Chi tiết | Điểm: Ayton 24 Chụp bóng bật bảng: Ayton 15 Hỗ trợ: Hield 10 |       | Điểm: El Darwich 22 Chụp bóng bật bảng: Mansour 6 Hỗ trợ: Mansour 7 |  | Nhà thi đấu Thành phố Font de Sant Lluís, Valencia, Valencia Số khán giả: 2,199 Trọng tài: Jorge Vázquez (Puerto Rico), Juan Fernández (Argentina), Boris Krejić (Slovenia) |

| 6 tháng 7 năm 2024 20:30 | Chi tiết | Phần Lan                                                           | 74–81 | Tây Ban Nha                                                          |  | Nhà thi đấu Thành phố Font de Sant Lluís, Valencia, Valencia Số khán giả: 5,132 Trọng tài: Mārtiņš Kozlovskis (Latvia), Johnny Batista (Puerto Rico), Blanca Burns (Hoa Kỳ) |
| 6 tháng 7 năm 2024 20:30 | Chi tiết | Điểm mỗi set: 20–17, 10–21, 29–18, 15–25                           |       |                                                                      |  | Nhà thi đấu Thành phố Font de Sant Lluís, Valencia, Valencia Số khán giả: 5,132 Trọng tài: Mārtiņš Kozlovskis (Latvia), Johnny Batista (Puerto Rico), Blanca Burns (Hoa Kỳ) |
| 6 tháng 7 năm 2024 20:30 | Chi tiết | Điểm: Gustavson 15 Chụp bóng bật bảng: Jantunen 9 Hỗ trợ: Little 4 |       | Điểm: W. Hernangómez 28 Chụp bóng bật bảng: Aldama 8 Hỗ trợ: Brown 7 |  | Nhà thi đấu Thành phố Font de Sant Lluís, Valencia, Valencia Số khán giả: 5,132 Trọng tài: Mārtiņš Kozlovskis (Latvia), Johnny Batista (Puerto Rico), Blanca Burns (Hoa Kỳ) |

### Chung kết
| 7 tháng 7 năm 2024 20:30 | Chi tiết | Tây Ban Nha                                                                | 86–78 | Bahamas                                                         |  | Nhà thi đấu Thành phố Font de Sant Lluís, Valencia, Valencia Số khán giả: 7,035 Trọng tài: Mārtiņš Kozlovskis (Latvia), Johnny Batista (Puerto Rico), Boris Krejić (Slovenia) |
| 7 tháng 7 năm 2024 20:30 | Chi tiết | Điểm mỗi set: 17–17, 25–17, 23–22, 21–22                                   |       |                                                                 |  | Nhà thi đấu Thành phố Font de Sant Lluís, Valencia, Valencia Số khán giả: 7,035 Trọng tài: Mārtiņš Kozlovskis (Latvia), Johnny Batista (Puerto Rico), Boris Krejić (Slovenia) |
| 7 tháng 7 năm 2024 20:30 | Chi tiết | Điểm: Brown 18 Chụp bóng bật bảng: Aldama, W. Hernangómez 7 Hỗ trợ: Díaz 4 |       | Điểm: Hield 19 Chụp bóng bật bảng: Ayton 14 Hỗ trợ: Edgecombe 5 |  | Nhà thi đấu Thành phố Font de Sant Lluís, Valencia, Valencia Số khán giả: 7,035 Trọng tài: Mārtiņš Kozlovskis (Latvia), Johnny Batista (Puerto Rico), Boris Krejić (Slovenia) |

## Bảng xếp hạng chung cuộc
| VT | Đội         | ST | T | B | Giành quyền tham dự                         |
| -- | ----------- | -- | - | - | ------------------------------------------- |
| 1  | Tây Ban Nha | 4  | 4 | 0 | Giành quyền tham dự Thế vận hội Mùa hè 2024 |
| 2  | Bahamas     | 4  | 3 | 1 |                                             |
| 3  | Phần Lan    | 3  | 1 | 2 |                                             |
| 4  | Liban       | 3  | 1 | 2 |                                             |
| 5  | Ba Lan      | 2  | 0 | 2 |                                             |
| 6  | Angola      | 2  | 0 | 2 |                                             |